# AVRO's Puzzeluur
Avro’s Puzzeluur was een Nederlandse televisiequiz. 
De quiz werd tussen 1976 en 1985 tweewekelijks uitgezonden door de AVRO. De presentatie was in het eerste seizoen 1976-1977 achtereenvolgens in handen van Fred Oster en Ruud ter Weijden. Vanaf 1977 was Jos Brink de presentator met Lucie de Lange als zijn assistente. Tot de panelleden behoorde Ronny Bierman. 
Jos Brink ontving in 1979 voor AVRO’s Puzzeluur de Gouden Televizier-Ring uit handen van Wim Kan.

## Inhoud
Met het draaien aan een rad met foto’s van mensen uit het publiek werden twee kandidaten gekozen. De kandidaten moesten verschillende soorten puzzels en raadsels oplossen. Aan het eind van het programma diende binnen een minuut een kruiswoordpuzzel te worden opgelost. 
Jos Brink dolde als baldadige presentator met de kandidaten en nam de quiz als vrolijke spelleider niet al te serieus. Zo hielp hij bijvoorbeeld de kandidaten of fluisterde hen af en toe het juiste antwoord toe. 
Andermans Veren ·
Atlas ·
Babbelonië ·
BankGiro Loterij Restauratie ·
Blik op de weg ·
Bloedverwanten ·
Buitenhof** ·
Dag Juf, tot morgen ·
De Astronautjes ·
De Bereboot ·
De Brekers ·
De Droomshow ·
De Sleutels van Fort Boyard ·
De tiende van Tijl ·
De Troon ·
Die is de mol! ·
EenVandaag* ·
Een mens wil... ·
Eén van de acht ·
Expeditie Poolcirkel*** ·
Fort Boyard ·
Gouden Televizier-Ring Gala ·
Hoe heurt het eigenlijk? ·
In de hoofdrol ·
Join the Beat ·
Junior Eurovisiesongfestival ·
Junior Songfestival ·
Karel ·
Kinderprinsengrachtconcert ·
Koefnoen ·
Kom er maar eens achter ·
Lawaaipapegaai ·
Mag ik u kussen? ·
Mensen zoals jij en ik ·
Missers! ·
Nederland in Beweging!**** ·
Ontdek je plekje ·
Op de Bon ·
Op zoek naar Danny & Sandy ·
Op zoek naar Evita ·
Op zoek naar Joseph ·
Op zoek naar Maria ·
Op zoek naar Mary Poppins ·
Op zoek naar Zorro ·
Opium ·
Opsporing Verzocht ·
Prinsengrachtconcert ·
Service Salon ·
Sterrenjacht ·
Sterrenslag ·
Stuif es in ·
Telebingo ·
Televizier ·
The Phone ·
Toppop3 ·
Tussen Kunst & Kitsch ·
Vinger aan de Pols ·
We gaan nog niet naar huis ·
Wedden dat..? ·
Wie-kent-kwis ·
Wie is de Mol? ·
Wie is de Mol? Junior ·
Wordt Vervolgd
* In samenwerking met de TROS
** In samenwerking met VARA en VPRO
*** Dit programma is overgegaan naar RTL 5
**** Dit programma is overgegaan naar MAX